# Beatriz Pino Ocampo
Beatriz Pino Ocampo (Vigo, 1 de julio de 1975) es una política y periodista española que fue diputada de Ciudadanos por la provincia de Pontevedra en la XIII legislatura de España.

## Biografía
Se licenció en 2004 en periodismo por la Universidad Carlos III de Madrid. Presentó los informativos deportivos y de fin de semana en Telemadrid (2002-2013), también trabajó en Antena 3 (2012) y en la TVG presentó el programa Galicia 112 (2013-2014). Coordinadora de prensa de Ciudadanos en Galicia desde 2016, fue diputada por la provincia de Pontevedra por esta formación en la XIII legislatura de España. Actualmente es miembro de la Ejecutiva Nacional de Ciudadanos y encabezó la lista por Pontevedra para las elecciones generales del 10 de noviembre de 2019. Posteriormente fue miembro de la gestora nacional del partido y la portavoz autonómica de Ciudadanos en Galicia.
Fue elegida la candidata de Ciudadanos a la Presidencia de la Junta de Galicia de las Elecciones al Parlamento de Galicia de 2020, no obteniendo representación.
Actualmente trabaja a tiempo completo como asesora de alcalde de Madrid José Luis Martínez-Almeida, del Partido Popular.
Es sobrina del ciclista Álvaro Pino.